# Yarmouth (Schiff, 1960)
Die Yarmouth, auch HMS Yarmouth (Kennung: F101), war eine Fregatte der modifizierten Rothesay-Klasse (Typ 12M) der britischen Marine.

## Geschichte
Die Yarmouth wurde am 29. November 1957 von John Brown & Company auf Kiel gelegt. Sie lief am 23. März 1959 vom Stapel und wurde am 26. März 1960 in Dienst gestellt. Sie war für die U-Boot-Bekämpfung bestimmt.
Am 13. Juli 1965 kollidierte die Yarmouth vor Portland Bill mit dem britischen U-Boot HMS Tiptoe. Nach ihrer Instandsetzung und Modernisierung 1966/68 – sie erhielt unter anderem ein Hubschrauberdeck – operierte sie in den Jahren des Kalten Krieges im Atlantik. Im Dritten Kabeljaukrieg wurde sie von einem isländischen Fischereischiff gerammt. 1982 nahm sie am Falklandkrieg teil.
Die Yarmouth wurde am 30. April 1986 außer Dienst gestellt und am 30. Juni 1987 von der Manchester bei einem Manöver versenkt.